# قلعه دختر (دشتی)
قلعه دختر استان بوشهر، در شهرستان دشتی قرار دارد. این قلعه در شرق روستای لاور ساحلی شهرستان دشتی قرار دارد که از سمت غرب به ساحل زیبا و آرام خلیج فارس مشرف است و از سمت شرق به کوه مند منتهی می‌شود و در پرتگاهی تند و بسیار تیز قرار دارد. اگر سمت شرق روستای لاور و گلستان نگاه دقیقی به کوه مند بیندازیم آثار و بقایای این قلعه بر تیغ کوه مشهود و پیدا است.

## دوره ساخت اثر
شاید از زمان ساخت آن قرن‌ها گذشته باشد ولی نشان از استواری و عظمت در چند ستون باقی‌مانده قسمت غربی آن هویدا است. در جلوی قلعه چهار ستون قرار داشته‌است که جز یک اثر بقیه آثار ریزش کرده‌است.
در برجک غربی قلعه که در واقع طبقه فوقانی قلعه بوده‌است چند سوراخ مستطیل شکل برای دیده‌بانی یا پرتاپ تیر توپ خانه به بیرون بوده‌است که امروزه این چند سوراخ مذکور پوشانده شده‌است و این شاید صیادان محلی و شکارچیان وحوشی مثل بز و کل یا پرندگان در همین سال‌ها زمانی که برج‌های قلعه سالم بوده به عنوان پناه گاهی استفاده می‌کردند آنجا را پوشانده‌اند.
قلعه به جز طبقه فوقانی بقیه زیر خاک رفته‌است به گفته اهالی محل سقف چند اتاق آن هم تا سال‌های اخیر سالم بوده‌است و بر اثر بارندگی شدید از بین رفته‌است. با توجه به آثار باقی‌مانده دو غار که هنوز تحقیقی را جع به آن‌ها نشده‌است به روستاهای لاور و گلستان منتهی می‌شده‌است که آثار این غارها درحیاط منزل یکی از اهالی روستای گلستان هنوز دیده می‌شود و این دو غار از قلعه آغاز و به این دو روستا منتهی می‌شده‌است. یک راه کاملاً هموار و صافی به طول یک کیلومتر تا دریا قرار داشته که شاه‌دختر بدون کمترین زحمتی خود را به ساحل می‌رسانده‌است. ساختمان قلعه از نوعی سنگ رسوبی و ساروج ساخته شده‌است.
در نزدیکی قلعه سرزمین یا به اصطلاح امروزی پارکی که گل نرگس در آن زیاد می‌روئیده قرار داشته‌است که به همین خاطر آن را پارک نرگس می‌نامیده‌اند برای آبیاری پارک آب انبارهای مخصوصی وجود داشته‌است که آثار سه تای آن‌ها در کنار قلعه پیداست.
در ضلع شرقی قلعه چاله‌ای شبیه چاه دیده می‌شود که احتمالاً در حفاری غیرمجاز از طبقه فوقانی به طبقهٔ فرورفته پایینی انجام شده‌است و اشیاء نفیس و باستانی که وجود داشته به سرقت رفته‌است و سه‌پایه‌ای که برای بالا کشیدن خاک و سنگ این حفاری استفاده می‌شده در پرتگاه شرقی قلعه دیده می‌شود. با توجه به فرسایشی که بر اثر گذر زمان و عوامل طبیعی به وجود آمده‌است و هر ساله ببیشتر می‌شود قلعه را در خطر تخریب و نابودی کامل و صد در صدر قرار گرفته‌است.
چنین گفته شده که این مکان محل فرمانروایی دختر (زنی) قدرتمند بوده که سال‌ها بر لاور و اطراف حکومت کرده‌است. این قلعه اکنون خرابه‌ای بیش نیست.
باتوجه به موقعیت جغرافیایی این بنا و اشراف کامل آن به دریای خلیج فارس می‌توان گفت دیدبانان از آن استفاده می‌کرده‌اند تا اگر از سمت دریا حمله‌ای شود زود آگاه شوند.
این اثر در تاریخ ۹ اردیبهشت ۱۳۸۲ با شمارهٔ ثبت ۸۳۹۷ به‌عنوان یکی از آثار ملی ایران به ثبت رسیده‌است.